# Seznam hotelů v Brně

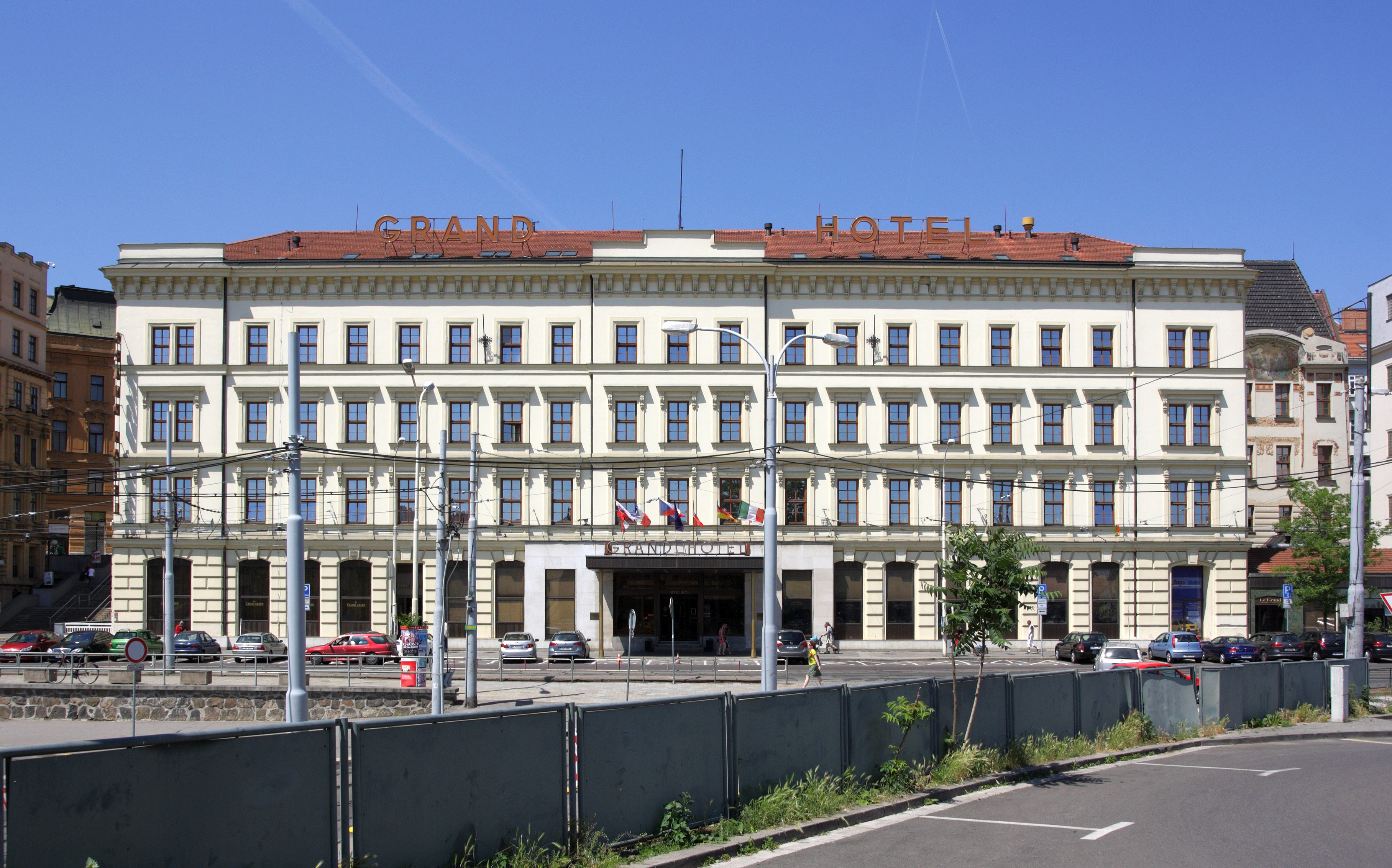
Grandhotel Brno, jeden z nejstarších hotelů v Brně

Seznam hotelů v Brně představuje výčet nynějších i bývalých hotelů ve městě Brně. Ve vzdálenější minulosti sloužily k ubytování jako předchůdci hotelů zájezdní hostince. Od 18. přes 19. století prošly proměnou a začaly vznikat první hotely. Mezi nejvýznamnější staré hotely v Brně patří Neuhauser, Padowetz, Grand hotel, Slavia a další.
Tento seznam nemusí být úplný ani aktuální, vzniká pouze na základě příspěvků uživatelů.

## Seznam
| Název                         | Obrázek                                                | Umístění                                                             | * | Poznámky |
| ----------------------------- | ------------------------------------------------------ | -------------------------------------------------------------------- | - | --- |
| Hotel A-Austerlitz            | Hotel A-Austerlitz                                     | Brno-střed Táborského nábřeží 3 49°11′10″ s. š., 16°35′40″ v. d.     | 3 | |
| Hotel A-Podlesí               | Hotel A-Podlesí                                        | Brno-Kohoutovice Žebětínská 1a 49°11′31″ s. š., 16°32′19″ v. d.      | 3 | |
| Hotel A-Sport                 | Hotel A-Sport                                          | Brno-Královo Pole Vodova 108 49°13′37″ s. š., 16°35′2″ v. d.         | 3 | Hotel je součástí městského sportovního areálu Vodova, stojí vedle sportovní haly Vodova a městského fotbalového stadionu Srbská. |
| Hotel Akord                   | Hotel Akord                                            | Brno-Královo Pole Palackého 118 49°13′35″ s. š., 16°35′37″ v. d.     | 2 | |
| Hotel Albellus                | Hotel Albellus                                         | Brno-Židenice Rokycanova 21 49°11′59″ s. š., 16°38′32″ v. d.         | 3 | |
| Hotel Amfora                  |                                                        | Brno-Husovice Dukelská třída 1556/8 49°12′49″ s. š., 16°38′6″ v. d.  | ? | |
| Hotel Amphone                 | Hotel Amphone                                          | Brno-střed třída Kpt. Jaroše 29 49°12′10″ s. š., 16°36′37″ v. d.     | 3 | |
| Apartmánový Dům Centrum       |                                                        | Brno-střed Běhounská 4 49°11′45″ s. š., 16°36′33″ v. d.              | ? | |
| Hotel Arte                    | Hotel Arte                                             | Brno-sever Drobného 6 49°12′16″ s. š., 16°36′49″ v. d.               | 4 | Hotel v blízkosti parku Lužánky sídlí v budově z roku 1898. |
| Hotel Avanti                  | Hotel Avanti                                           | Brno-Královo Pole Střední 61 49°12′46″ s. š., 16°36′17″ v. d.        | 4 | Hotel v oblasti za Lužánkami je zaměřen především na kongresovou turistiku. V roce 2006 prošel renovací. |
| Hotel Avion                   | Hotel Avion                                            | Brno-střed Česká 20 49°11′48″ s. š., 16°36′21″ v. d.                 | – | Otevřen roku 1928. Nejužší hotel ve střední Evropě, památkově chráněný. Od přelomu nultých a 10. let 21. století pro zamýšlenou (avšak nerealizovanou) rekonstrukci uzavřen. |
| Hotel Barceló                 | Hotel Barceló Brno Palace                              | Brno-střed Šilingrovo náměstí 2 49°11′32″ s. š., 16°36′20″ v. d.     | 5 | Otevřen roku 2012 v Městském dvoře jako hotel Comsa, později převeden pod značku Barceló. V červnu 2016 povýšil na 5 hvězdiček. |
| Hotel Belcredi                |                                                        | Brno-Líšeň Pohankova 34/8 49°12′19″ s. š., 16°41′50″ v. d.           | ? | |
| Hotel Bílá růže               | Hotel Bílá růže                                        | Brno-jih Svatopetrská 26 49°10′46″ s. š., 16°37′16″ v. d.            | 3 | |
| Hotel Bobycentrum             | Hotel Bobycentrum                                      | Brno-Královo Pole Sportovní 2a 49°12′45″ s. š., 16°36′29″ v. d.      | 4 | Hotel byl vybudován za Lužánkami v roce 1993 jako součást jednoho z největších českých hotelových a zábavních areálů, o 10 let později skončil v konkurzu, poté se zde střídaly různé podnikatelské pronájmy, po roku 2009 se spekulovalo o přeměně na obří hernu, v roce 2013 skončil zcela uzavřený, od roku 2014 znovu obnovil hoteliérský provoz. |
| Hotel Brno                    |                                                        | Brno-střed Horní 19 49°10′32″ s. š., 16°35′33″ v. d.                 | 3 | |
| Campea Aparthotel             |                                                        | Brno-Bohunice Studentská 797/1 49°10′47″ s. š., 16°34′7″ v. d.       | ? | |
| City Apart Hotel              | City Apart Hotel                                       | Brno-jih Komárovské nábřeží 2 49°10′44″ s. š., 16°37′10″ v. d.       | 3 | |
| Hotel Continental             | Hotel Continental                                      | Brno-střed Kounicova 6 49°12′3″ s. š., 16°36′17″ v. d.               | 4 | 54 metrů vysoká budova hotelu s půdorysem ve tvaru Y byla postavena v letech 1961–1964 v tzv. bruselském stylu. Otevřen byl 3. května 1964. Zprvu byly ubytovací služby provozovány pod názvem Hotel Sport. Budova je kulturní památkou. V polovině 90. let hotel prošel renovací, v roce 2011 byl znovu rekonstruován a připojena nová přístavba. |
| Hotel Courtyard Marriott Brno | Rozestavěná budova budoucího hotelu Courtyard Marriott | Brno-střed Holandská 12 49°10′56″ s. š., 16°36′21″ v. d.             | 4 | Byznys hotel v 16patrové budově Spielberk Tower A byl připraven k otevření od listopadu 2016. Největší hotelový řetězec na světě Marriott jej zřídil ve Spielberk Office Centre ve spolupráci s firmou CTP, která budovu postavila, jako třetí svou pobočku v ČR po Praze a Plzni. Má 201 pokojů ve třech skupinách, od základních po prezidentské apartmá, zařízených v severském minimalistickém stylu s převládajícím dřevem a mramorem.                  |
| Hotel Cyro                    | Hotel Cyro                                             | Brno-střed Anenská 9 49°11′27″ s. š., 16°36′11″ v. d.                | 3 | |
| eFi Hotel                     |                                                        | Brno-střed Bratislavská 52 49°11′59″ s. š., 16°37′13″ v. d.          | ? | |
| Hotel Europa                  | Hotel Europa                                           | Brno-střed třída Kpt. Jaroše 27 49°12′10″ s. š., 16°36′37″ v. d.     | ? | |
| FairHotel Brno                | FairHotel                                              | Brno-střed Rybářská 19 49°11′9″ s. š., 16°35′14″ v. d.               | ? | |
| Garni hotel Vinařská          |                                                        | Brno-Pisárky Vinařská 470/5c 49°11′34″ s. š., 16°34′44″ v. d.        | ? | |
| Hotel Global                  | Hotel Global                                           | Brno-Kohoutovice Libušino údolí 58 49°11′48″ s. š., 16°33′12″ v. d.  | 3 | |
| Grandhotel Brno               | Grandhotel Brno                                        | Brno-střed Benešova 18/20 49°11′34″ s. š., 16°36′47″ v. d.           | 4 | Reprezentativní budova hotelu v centru města u hlavního vlakového i někdejšího hlavního autobusového nádraží v Brně byla dokončena v roce 1870 v novorenesančním slohu, s pozdější secesní přístavbou z roku 1900. Původně nazván po svém majiteli Hotel Werner. |
| Hotel Grandezza               | Hotel Grandezza                                        | Brno-střed Zelný trh 2 49°11′33″ s. š., 16°36′35″ v. d.              | 4 | Hotel Grandezza Luxury Palace vznikl v památkově chráněné budově někdejší Právnické fakulty a Ekonomicko-správní fakulty Masarykovy univerzity, původně Cyrilometodějské záložny z roku 1913 v samém centru Brna na Zelném trhu. Od roku 2008 byla budova přestavována. V roce 2010 vyvolal kontroverze záměr podzemních garáží pod hotelem s tehdy plánovaným názvem Classis. Nakonec byl v květnu 2012 otevřen bez nich, pod názvem Grandezza.             |
| Hotel Holiday Inn Brno        | Hotel Holiday Inn                                      | Brno-střed Křížkovského 20 49°11′4″ s. š., 16°34′50″ v. d.           | 4 | Hotel poblíž brněnského výstaviště, s důrazem na kongresovou turistiku. Byl otevřen v březnu 1993, v roce 1999 byla postavena kongresová hala, v letech 2005–2006 proběhla renovace. Někdy koncem první dekády 21. století snížil standard poskytovaných služeb z 5 na 4 hvězdičky. Společnost Veletrhy Brno, která hotel provozovala prostřednictvím dceřiné firmy, se v roce 2019 rozhodla svůj většinový podíl v ní prodat.                               |
| Hotel International           | Hotel International                                    | Brno-střed Husova 16 49°11′42″ s. š., 16°36′17″ v. d.                | 4 | Hotel sídlí v historickém centru města, ve velkorysé jedenáctipodlažní budově v tzv. bruselském stylu, která byla postavena roku 1962 podle plánu inspirovaného soutěžním projektem z roku 1957. Budova byla kulturní památkou, mezi lety 2014 a 2015 však na žádost vlastníka odpamátněna. |
| Hotel Jelenice                |                                                        | Brno-Bystrc Rakovecká 71 49°14′59″ s. š., 16°29′7″ v. d.             | 2 | |
| Hotel Jonathan                | Hotel Jonathan                                         | Brno-Kohoutovice Potocká 42 49°11′27″ s. š., 16°32′35″ v. d.         | 3 | |
| Hotel Komárov                 |                                                        | Brno-Komárov Bří Žůrků 591/5 49°10′25″ s. š., 16°37′46″ v. d.        | ? | |
| Hotel Kounicova               |                                                        | Brno-Královo Pole Kounicova 507/50 49°12′38″ s. š., 16°35′39″ v. d.  | ? | |
| Hotel Kozák                   | Hotel Kozák                                            | Brno-Žabovřesky Horova 30 49°12′50″ s. š., 16°34′27″ v. d.           | 2 | |
| Hotel Kozí Horka              | Hotel Kozí Horka                                       | Brno-Bystrc Rakovecká 15 49°13′59″ s. š., 16°30′23″ v. d.            | 2 | |
| Hotel Maximus Resort          | Hotel Maximus Resort                                   | Brno-Kníničky Kníničky 316 49°14′37″ s. š., 16°30′57″ v. d.          | 4 | Původně hotel rodinného typu u Brněnské přehrady při Sokolském koupališti byl v letech 2011–2012 rozsáhle rekonstruován a v červnu 2012 otevřen pod názvem Maximus Resort Hotel Brno. V areálu má kongresové centrum, tenisové kurty, lázeňské a wellness centrum, venkovní sauny. |
| Hotel Happy Age               |                                                        | Brno-střed Heršpická 7 49°10′34″ s. š., 16°36′13″ v. d.              | 3 | |
| Hotel Myslivna                | Hotel Myslivna                                         | Brno-Kohoutovice Nad Pisárkami 1 49°11′19″ s. š., 16°33′13″ v. d.    | 3 | |
| Hotel Neptun                  | Hotel Neptun v rekonstrukci                            | Brno-Bystrc Přehradní                                                | 2 | |
| Design hotel Noem Arch        | Hotel Noem Arch                                        | Brno-Královo Pole Cimburkova 9 49°13′9″ s. š., 16°36′22″ v. d.       | 4 | Hotel spojený s luxusní restaurací vznikl v roce 2008. Budova symbolizuje loď zakotvenou v přístavu, s pokoji ve stylu kajut. |
| Hotel Old Town                | Hotel Old Town                                         | Brno-sever Francouzská 97 49°12′8″ s. š., 16°37′25″ v. d.            | 4 | Hotel nově vybudovaný počátkem 10. let 21. století se nachází ve čtvrti Zábrdovice v bývalém pavlačovém činžovním domě, východně od centra města. |
| Hotel Omega                   | Hotel Omega                                            | Brno-střed Křídlovická 19b 49°11′17″ s. š., 16°35′56″ v. d.          | 3 | |
| Hotel Palacký                 | Hotel Palacký                                          | Brno-Královo Pole Kolejní 2 49°13′53″ s. š., 16°34′14″ v. d.         | 3 | Hotel a hostel Palacký je součástí areálu vysokoškolských kolejí Pod Palackého vrchem Vysokého učení technického v Brně. |
| Parkhotel Brno                | Parkhotel Brno                                         | Brno-Jundrov Veslařská 250 49°11′41″ s. š., 16°33′52″ v. d.          | 4 | Hotel vznikl v roce 2002 celkovou rekonstrukcí vily z období první republiky s památkově chráněným průčelím. Ta se nachází ve svahu nad řekou Svratkou, v Pisáreckém údolí poblíž výstaviště. Vedle původní vily byla přistavěna ještě druhá hotelová budova s restaurací a wellness. |
| Hotel Pegas Brno              | Hotel Pegas                                            | Brno-střed Jakubská 4 49°11′46″ s. š., 16°36′26″ v. d.               | 4 | Hotel založený roku 1992 sídlí v historickém domě s původem ve 14. století, který prošel rekonstrukcí a hostí vedle hotelu také stejnojmenný pivovar (první na Moravě založený po roce 1989) a pivnici. Nachází se v historickém centru Brna poblíž Jakubského náměstí. |
| Hotel Pod Špilberkem          | Hotel Pod Špilberkem                                   | Brno-střed Pekařská 10 49°11′33″ s. š., 16°36′13″ v. d.              | 3 | |
| Hotel Prometheus              | Hotel Prometheus                                       | Brno-Medlánky Hudcova 78 49°14′2″ s. š., 16°35′1″ v. d.              | 2 | |
| Hotel Prosperita              |                                                        | Brno-Bystrc Rakovecká 265 49°14′11″ s. š., 16°29′56″ v. d.           | 2 | |
| Hotel Pyramida                | Hotel Pyramida                                         | Brno-střed Zahradnická 19 49°11′12″ s. š., 16°35′53″ v. d.           | 2 | |
| Hotel Rakovec                 | Hotel Rakovec                                          | Brno-Bystrc Rakovecká 13 49°13′53″ s. š., 16°30′32″ v. d.            | 3 | |
| Hotel Royal Ricc              | Hotel Royal Ricc                                       | Brno-střed Starobrněnská 10 49°11′34″ s. š., 16°36′26″ v. d.         | 4 | Hotel Royal Ricc byl založen počátkem 90. let v tzv. Canevalově domě, památkově chráněném pozdně renesančním měšťanském domě s průčelím z konce 16. století. V roce 1998 prošel rozsáhlou památkovou rekonstrukcí, včetně interiéru. Nachází se v historickém centru města, mezi Petrovem, Zelným trhem a Dominikánským náměstím. |
| Hotel Santander               | Hotel Santander                                        | Brno-Kohoutovice Pisárecká 6 49°11′33″ s. š., 16°33′48″ v. d.        | 3 | |
| Hotel Santon                  | Hotel Santon                                           | Brno-Bystrc Přístavní 38 49°13′51″ s. š., 16°31′7″ v. d.             | 3 | |
| Hotel Sharingham              | Hotel Sharingham                                       | Brno-střed Vídeňská 1 49°11′10″ s. š., 16°35′44″ v. d.               | 3 | |
| Hotel Slavia                  | Hotel Slavia                                           | Brno-střed Solniční 15/17 49°11′46″ s. š., 16°36′17″ v. d.           | 4 | Hotel stojí v historickém centru Brna, poblíž Besedního domu. Původně obchodní dům v secesním stylu z roku 1893 po šesti letech koupil Karel Moravec a proměnil jej v hotel, později expandoval i do sousedních dvou domů. Ve své době zde byla vůbec první česká kavárna v Brně, Národní. Moravcův syn v roce 1921 provedl stavební úpravy a připojil restauraci. V 60. letech však následovalo znárodnění a v 80. letech necitlivá radikální rekonstrukce. |
| Hotel Slovan                  | Hotel Slovan                                           | Brno-střed Lidická 23 49°12′7″ s. š., 16°36′25″ v. d.                | 3 | |
| Hotel Sluneční dvůr           | Hotel Sluneční dvůr                                    | Brno-Slatina Přemyslovo náměstí 26 49°10′41″ s. š., 16°41′3″ v. d.   | ? | Hotel se nachází v samostatně stojící dvoupatrové budově u sídliště v městské části Slatina, nedaleko tuřanského letiště. Zahrnuje i jídelnu, vinárnu a restauraci. |
| Hotel Sono                    | Hotel Sono                                             | Brno-Žabovřesky Veveří 113 49°12′34″ s. š., 16°35′19″ v. d.          | 4 | |
| Hotel U Šuláka                | Hotel U Šuláka                                         | Brno-Kníničky Hrázní 6 49°14′48″ s. š., 16°30′22″ v. d.              | 3 | |
| Hotel Vaka                    | Hotel Vaka                                             | Brno-Královo Pole Cimburkova 4a 49°13′4″ s. š., 16°36′33″ v. d.      | 4 | Hotel typu garni se nachází v bezprostřední blízkosti Nákupního centra Královo Pole. Otevřen byl v roce 2008. |
| Hotel Velká Klajdovka         | Hotel Velká Klajdovka                                  | Brno-Vinohrady Jedovnická 7 49°13′1″ s. š., 16°40′51″ v. d.          | 3 | |
| Hotel Vista Brno              | Hotel Vista                                            | Brno-Medlánky Hudcova 72 49°14′10″ s. š., 16°34′56″ v. d.            | 4 | City hotel Vista Brno, dříve hotel IMOS, se nachází v severní části města, u vozovny MHD Medlánky. V roce 2010 byl kompletně rekonstruován a získal své nové jméno Vista. |
| Hotel Voroněž 1               | Hotel Voroněž 1                                        | Brno-střed Křížkovského 47 49°11′9″ s. š., 16°35′7″ v. d.            | 4 | Hotel otevřený v roce 1979 byl pojmenován po sovětském městě Voroněž, s nímž Brno v prosinci 1976 uzavřelo družební smlouvu. Hotel zaměřený na veletržní a kongresovou turistiku se nachází v bezprostřední blízkosti výstaviště, k hotelu přiléhá rozsáhlé kongresové centrum. Součástí jsou také restaurace Atrium, Grill bar Gourmet a A La Carte. V roce 2002 byl renovován.                                                                             |
| Hotel Voroněž 2               | Hotel Voroněž 2                                        | Brno-střed Křížkovského 49 49°11′5″ s. š., 16°35′ v. d.              | 3 | Hotel sousedí s Voroněží č. 1, nabízí však hotelové služby o hvězdičku chudší. Otevřen byl v roce 1980, roku 2000 došlo k renovaci. Součástí je restaurace Pálava. |
| VV hotel                      | VV hotel                                               | Brno-střed Mlýnská 8a 49°11′27″ s. š., 16°36′58″ v. d.               | 3 | |
| Hotel Žebětínský dvůr         | Hotel Žebětínský dvůr                                  | Brno-Žebětín Křivánkovo náměstí 33a 49°12′27″ s. š., 16°29′15″ v. d. | 3 | |
| Hotel Čichnova                |                                                        | Brno-Komín Čichnova 982/23                                           | 1 | Hotel se nachází v bezprostřední blízkosti SŠ Čichnova, nabízí celoročně 135 lůžek |